# Рудно (Краљево)
Рудно је насељено место града Краљева у Рашком округу. Према попису из 2022. било је 144 становника.
Овде се налази Црква Светог Николе у Рудном.

## Локација
Село Рудно смештено је на обронцима планине Голије, око 76 километара јужно од Краљева. Од Краљева до Рудна се долази Ибарском магистралом према југу у правцу Рашке. Путује се 76 километара до насеља Брвеник, а затим се скреће десно 12 километара према манастиру Градац, одакле се продужава право асфалтираним путем још 12 километара до центра село Рудно. До села се може доћи и од манастира Студеница макадамским вијугавим путем 15 километара уз падине Радочела.

## Демографија
У насељу Рудно живи 254 пунолетна становника, а просечна старост становништва износи 47,0 година (46,1 код мушкараца и 47,8 код жена). У насељу има 96 домаћинстава, а просечан број чланова по домаћинству је 3,15.
Ово насеље је великим делом насељено Србима (према попису из 2002. године), а у последња три пописа, примећен је пад у броју становника.
|  |

| Демографија | Демографија | Демографија |
| Година      | Становника  | Становника  |
| ----------- | ----------- | ----------- |
| 1948.       | 601         |             |
| 1953.       | 630         |             |
| 1961.       | 595         |             |
| 1971.       | 571         |             |
| 1981.       | 437         |             |
| 1991.       | 364         | 363         |
| 2002.       | 302         | 303         |

| Етнички састав према попису из 2002.‍ | Етнички састав према попису из 2002.‍ | Етнички састав према попису из 2002.‍ | Етнички састав према попису из 2002.‍ | Етнички састав према попису из 2002.‍ |
| ------------------------------------ | ------------------------------------ | ------------------------------------ | ------------------------------------ | ------------------------------------ |
|                                      |                                      |                                      |                                      |                                      |
| Срби                                 | Срби                                 |                                      | 301                                  | 99,66%                               |
| Словенци                             | Словенци                             |                                      | 1                                    | 0,33%                                |
| непознато                            | непознато                            |                                      | 0                                    | 0,0%                                 |

| Година пописа     | 1948. | 1953. | 1961. | 1971. | 1981. | 1991. | 2002. |
| ----------------- | ----- | ----- | ----- | ----- | ----- | ----- | ----- |
| Број домаћинстава | 106   | 110   | 118   | 128   | 113   | 103   | 96    |

| Број чланова      | 1  | 2  | 3  | 4 | 5  | 6 | 7 | 8 | 9 | 10 и више | Просек |
| ----------------- | -- | -- | -- | - | -- | - | - | - | - | --------- | ------ |
| Број домаћинстава | 19 | 29 | 15 | 9 | 10 | 6 | 7 | 0 | 1 | 0         | 3,15   |

| Пол    | Укупно | Неожењен/Неудата | Ожењен/Удата | Удовац/Удовица | Разведен/Разведена | Непознато |
| ------ | ------ | ---------------- | ------------ | -------------- | ------------------ | --------- |
| Мушки  | 125    | 32               | 81           | 12             | 0                  | 0         |
| Женски | 136    | 15               | 85           | 36             | 0                  | 0         |
| УКУПНО | 261    | 47               | 166          | 48             | 0                  | 0         |

| Пол    | Укупно                    | Пољопривреда, лов и шумарство | Рибарство                            | Вађење руде и камена | Прерађивачка индустрија       |
| ------ | ------------------------- | ----------------------------- | ------------------------------------ | -------------------- | ----------------------------- |
| Мушки  | 81                        | 67                            | 0                                    | 0                    | 4                             |
| Женски | 61                        | 56                            | 0                                    | 0                    | 0                             |
| УКУПНО | 142                       | 123                           | 0                                    | 0                    | 4                             |
| Пол    | Производња и снабдевање   | Грађевинарство                | Трговина                             | Хотели и ресторани   | Саобраћај, складиштење и везе |
| Мушки  | 0                         | 3                             | 1                                    | 0                    | 2                             |
| Женски | 0                         | 0                             | 0                                    | 0                    | 0                             |
| УКУПНО | 0                         | 3                             | 1                                    | 0                    | 2                             |
| Пол    | Финансијско посредовање   | Некретнине                    | Државна управа и одбрана             | Образовање           | Здравствени и социјални рад   |
| Мушки  | 0                         | 0                             | 1                                    | 2                    | 0                             |
| Женски | 0                         | 1                             | 1                                    | 2                    | 1                             |
| УКУПНО | 0                         | 1                             | 2                                    | 4                    | 1                             |
| Пол    | Остале услужне активности | Приватна домаћинства          | Екстериторијалне организације и тела | Непознато            | Непознато                     |
| Мушки  | 0                         | 0                             | 0                                    | 1                    | 1                             |
| Женски | 0                         | 0                             | 0                                    | 0                    | 0                             |
| УКУПНО | 0                         | 0                             | 0                                    | 1                    | 1                             |